# Skintonic
Skintonic entstand 1992 als unabhängige Videoproduktion, als Reaktion auf die Ausschreitungen in Rostock-Lichtenhagen.

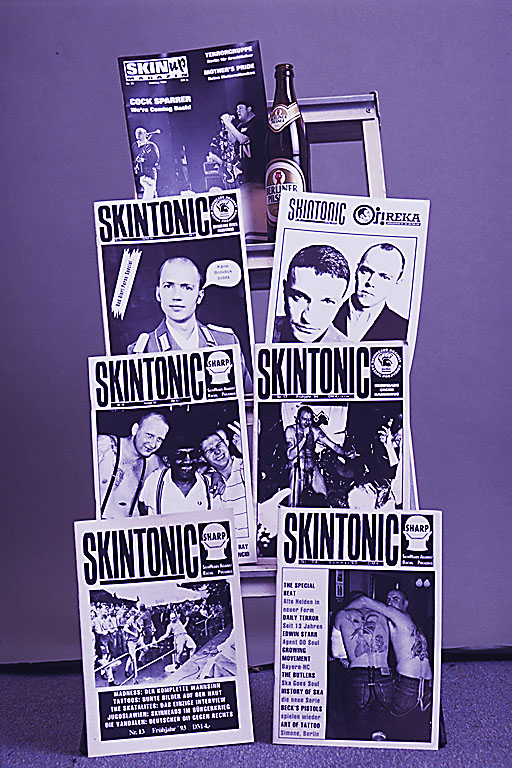
Das semiprofessionelle Skintonic bzw. SkinUp bestimmte viele Jahre den medialen Auftritt der nichtrassistischen Skinhead-Szene

In der Dokumentation gibt ein SHARP-Skinhead (Skinheads Against Racial Prejudice) im Interview Einblicke in die verschiedenen Gruppierungen und über die Ursprünge der Skinheadbewegung im England der 1960er Jahre. Während die 'intellektuellen' Upper-Class-Jugendlichen sich mehr der Hippie-Bewegung zuwenden, bildet sich in den Arbeitervierteln eine Gegenströmung. Schwarze Ska-Musik bildet den Ursprung und führt den späteren Rechtsradikalismus ad absurdum.
Die Filmemacher Michael Bhatty & Frank Riehemann erhalten auf den 8. Tagen des Unabhängigen Films den Preis als Bester Nachwuchsfilm. Michael Bhatty ist zudem der Lead Game Designer des Computerrollenspiels Sacred (2004), der Romane „Far Cry – Götterdämmerung“ (2007) zum Computerspiel Far Cry und „FarCry 2 – Blutige Diamanten“ zum 2008er Game Far Cry 2, sowie des medienwissenschaftlichen Fachbuches „Interaktives Story Telling“ (1999).
Außerdem ist unter dem Namen „Skintonic“ in den 1990er Jahren ein legendäres Fan-Magazin der nichtrassistischen Skinhead-Szene herausgegeben worden, das später unter dem Namen Skin Up fortgeführt wurde.